# Capilla de Bischwind

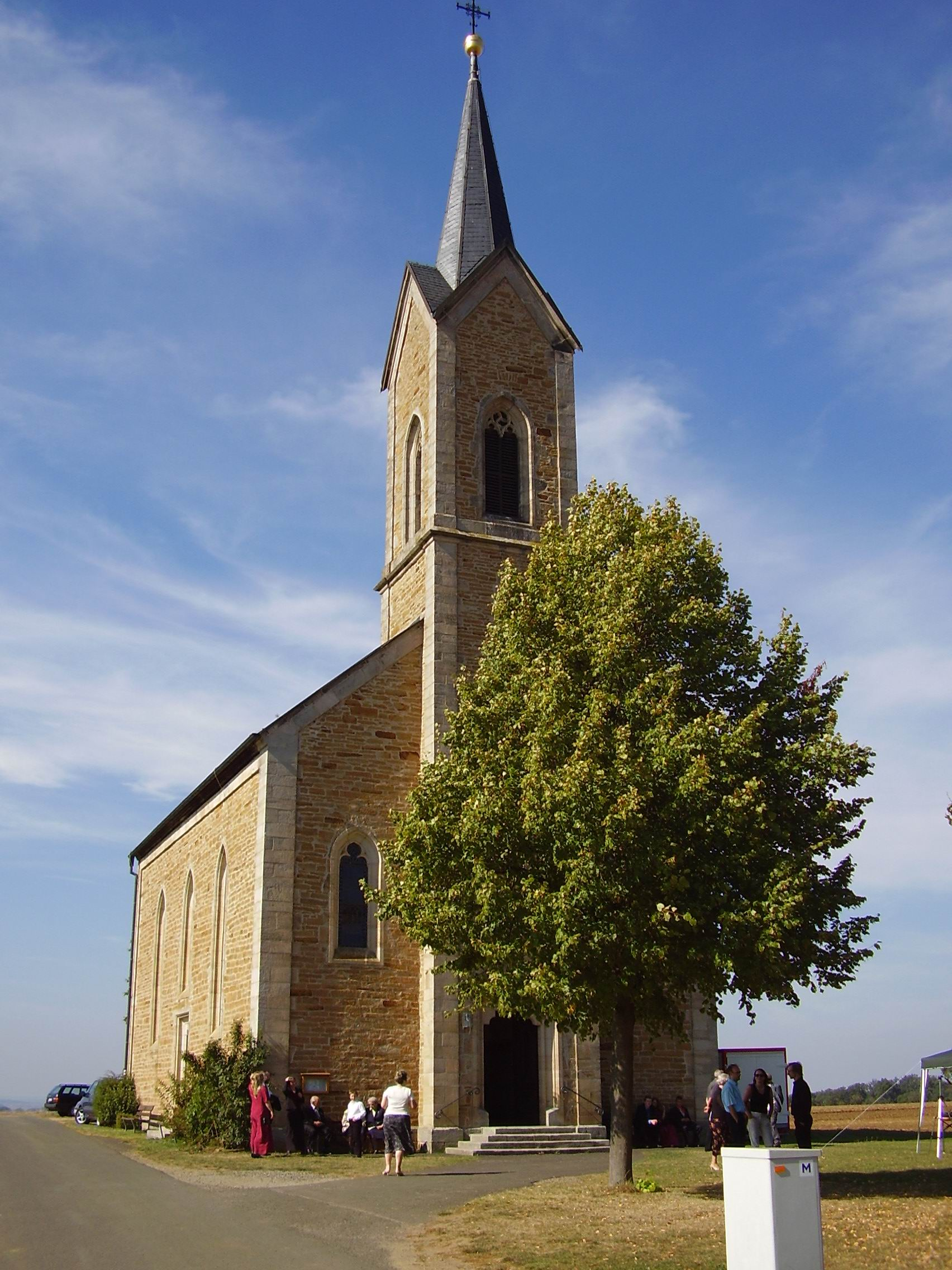
Capilla de Bischwind.

La Capilla de Bischwind (St. Maria, Helferin der Christen en alemán) se ubica en la localidad de Bischwind, distante cerca 5 km de Gerolzhofen en la Baja Franconia de Baviera (Alemania).
La capilla católica está dedicada a la Virgen María Auxiliadora y constituye un lugar de peregrinación en Baviera.
Su construcción fue promovida por un soldado bávaro quien durante la guerra con los turcos ofreció edificar una capilla en caso de regresar con vida a su tierra natal, Franconia.
La construcción actual es la tercera en ese lugar y se trata de una capilla en estilo neogótico, construida en el año 1874. La restauración interna se llevó a cabo en 1969.
- Datos: Q5474180